# Priargunsk
Priargunsk (russisch Приаргу́нск) ist eine Siedlung städtischen Typs in der Region Transbaikalien in Russland mit 7388 Einwohnern (Stand 14. Oktober 2010).

## Geographie
Der Ort liegt etwa 430 km Luftlinie südöstlich der Regionshauptstadt Tschita. Er befindet sich am Flüsschen Uruljungui, unweit seiner Einmündung in den Amur-Quellfluss Argun, der dort die Staatsgrenze zur Volksrepublik China markiert.
Priargunsk ist Verwaltungszentrum des Rajons Priargunski sowie Sitz und einzige Ortschaft der Stadtgemeinde Priargunskoje gorodskoje posselenije.

## Geschichte
Der Ort wurde 1953 unter dem Namen Zuruchaitui gegründet, in Anlehnung an die nächstgelegenen Dörfer Starozuruchaitui („Alt-Zuruchaitui“), 25 km südöstlich, flussaufwärts am Argun, und Nowozuruchaitui („Neu-Zuruchaitui“), gut 3 km nordöstlich, flussabwärts am Argun gelegen. Seit 1958 besitzt der Ort den Status einer Siedlung städtischen Typs.
1962 erhielt Priargunsk seinen heutigen Namen, abgeleitet von russisch pri Arguni für „am Argun“. Zugleich wurde der seit 1926 existierende Byrkinski rajon umbenannt und seine Verwaltung aus dem 50 km nordwestlich gelegenen Dorf Byrka nach Priargunsk verlegt.

### Bevölkerungsentwicklung
| Jahr | Einwohner |
| ---- | --------- |
| 1959 | 5382      |
| 1970 | 5177      |
| 1979 | 6867      |
| 1989 | 7954      |
| 2002 | 8260      |
| 2010 | 7388      |

Anmerkung: Volkszählungsdaten

## Verkehr
Priargunsk ist Endpunkt einer 207 km langen Eisenbahnstrecke, die bei der Station Charanor von der Strecke Karymskaja – Sabaikalsk (ehemalige Chinesische Osteisenbahn) abzweigt. Die Strecke nach Priargunsk wurde Anfang der 1950er-Jahre zunächst als Schmalspurbahn (Spurweite 750 mm) errichtet und dann Anfang der 1970er Jahre auf russische Breitspur umgebaut.
Die Siedlung liegt an der Straße, die dem linken Argun-Ufer von Sabaikalsk abwärts bis Nertschinski Sawod folgt. Nach Nordwesten führt eine Querverbindung zur Regionalstraße R430, die von Borsja ebenfalls nach Nertschinski Sawod verläuft.